# Barea codrella
Espèce
Barea codrella est une espèce de lépidoptère de la famille des Oecophoridae.
On le trouve en Australie notamment en Australie-Méridionale, Tasmanie, Victoria et Nouvelle-Galles du Sud. Il a été importé accidentellement en Nouvelle-Zélande.